# Jim Brown House
Pour les articles homonymes, voir Brown.
La Jim Brown House est une maison américaine située dans le comté de Summit, dans l'Ohio. Protégée au sein du parc national de Cuyahoga Valley, elle est inscrite au Registre national des lieux historiques depuis le 2 mars 1979.